# ستيف ألمان
ستيف ألمان (بالنرويجية البوكمول: Steve Allman)‏ هو لاعب هوكي الجليد نرويجي، ولد في 16 مايو 1968.

## وصلات خارجية
- ستيف ألمان على موقع EliteProspects.com (الإنجليزية)
- ستيف ألمان على موقع Eurohockey.com (الإنجليزية)
- ستيف ألمان على موقع أوليمبيديا (الإنجليزية)